# Supercopa Femenina de Costa Rica 2023
La Supercopa Femenina de Costa Rica 2023 fue la 3ª edición de la competición. El encuentro fue disputado entre el campeón del Torneo Apertura 2023 y el subcampeón del Torneo Clausura 2023.

## Equipos participantes
| Equipo            | Vía de clasificación                                        |
| ----------------- | ----------------------------------------------------------- |
| L. D. Alajuelense | Campeón del Torneo Apertura 2023 y del Torneo Clausura 2023 |
| Sporting F. C.    | Subcampeón del Torneo Clausura 2023                         |

## Partido
| 10 de marzo de 2024 | Sporting F. C. | 1:2 (0:0) | L. D. Alajuelense          | Estadio Ernesto Rohrmoser, Pavas |                      |
| 16:45               | Umaña 59'      | Reporte   | Villalobos 71' · Mesén 79' | Árbitra: Deily Gómez             | Árbitra: Deily Gómez |

### Plantilla del Campeón
- Noelia Bermúdez, Dayanna Pérez, Gabriela Guillén, Fabiola Villalobos, Stephanie Blanco, Keilyn Gómez, Marian Solano, Viviana Chinchilla, Emilie Valenciano, Alexandra Pinell, María Paula Arce, Natalia Mills, Kenia Rangel, Carolina Miranda, Kari Johnston, Sheika Scott, Anyela Mesén, Yoanka Villanueva, Katherine Arroyo, Sianyf Agüero
- DT: Wilmer López

|                           |
| Campeón L. D. Alajuelense |
| 2.to título               |